# مؤسسة فورد
مؤسسة فورد هي مؤسسة أمريكية تهدف إلى تعزيز الديمقراطية والحد من الفقر وتعزيز التفاهم الدولي. تأسست عام 1936 بمساهمات من هنري فورد وابنه «إيدسيل فورد» من شركة فورد للسيارات، وظلت من 1966 إلى 1979 تحت إدارة «جورج بوندي». للمؤسسة، إضافة إلى مقرها الرئيسي، عشرة مكاتب إقليمية.
رأسمال المؤسسة الإجمالية نحو 13 مليار دولار.

## الرؤساء
تعاقب على المؤسسة عدد من الرؤساء وهم:
- إيدسيل فورد (مؤسس) 1936-1943
- هنري فورد الثاني، 1943-1950
- بول جي هوفمان 1950-1953
- روان غايتر 1953-1956
- هنري هيلد، 1956-1965
- ماك جورج باندي 1966-1979
- توماس فرانكلين، 1979-1996
- سوزان باريسفورد 1996-2007
- لويس أوبيناس، 2008 --[3]

## روابط خارجية
- مؤسسة فورد على موقع الموسوعة البريطانية (الإنجليزية)
- مؤسسة فورد على موقع قاعدة بيانات برودواي على الإنترنت (الإنجليزية)